# 424e Escadron de transport et sauvetage
 (juin 2023).
Si vous disposez d'ouvrages ou d'articles de référence ou si vous connaissez des sites web de qualité traitant du thème abordé ici, merci de compléter l'article en donnant les références utiles à sa vérifiabilité et en les liant à la section « Notes et références ».
Le 424e Escadron de transport et sauvetage est une unité de recherche et sauvetage de l'Aviation royale du Canada basée à la 8e Escadre Trenton, en Ontario. L'unité, qui opère des C-130 Hercules et des CH-146 Griffons, est le principal fournisseur de recherche et sauvetage dans une zone de plus 10 000 000 km2 qui s'étend de la Ville de Québec jusqu'aux montagnes Rocheuses et de la frontière américaine jusqu'au pôle Nord.

## Histoire
Le 424e Escadron est formé en 1942 pendant la Seconde Guerre mondiale à Topcliffe, en Angleterre, et participe dans des raids de nuit en Allemagne, avant de s'installer en Tunisie en 1943 dans le cadre d'une offensive contre l'Italie. L'unité retourne peu après au Royaume-Uni puis désactivée en 1945 avec seize honneurs de batailles à son actif. Un an plus tard, le 424e Escadron 'Tiger' est réactivé à Hamilton, en Ontario, dans le rôle de bombardier auxiliaire. Il est de nouveau désactivé en 1964 avant d'être réactivé quatre ans plus tard comme 424e Escadron de transport et communications et redesigné dans son rôle actuel. Le 27 octobre 2011, un Tech SAR de l'unité, le sergeant Janick Gilbert, est retrouvé mort dans les eaux frigides de l'Arctique après un saut en parachute pour tenter de venir en aide à des pêcheurs inuits en détresse.